# Terier irlandzki
Terier irlandzki – rasa psa, należąca do grupy terierów, zaklasyfikowana do sekcji terierów wysokonożnych. Typ wilkowaty. Nie podlega próbom pracy.

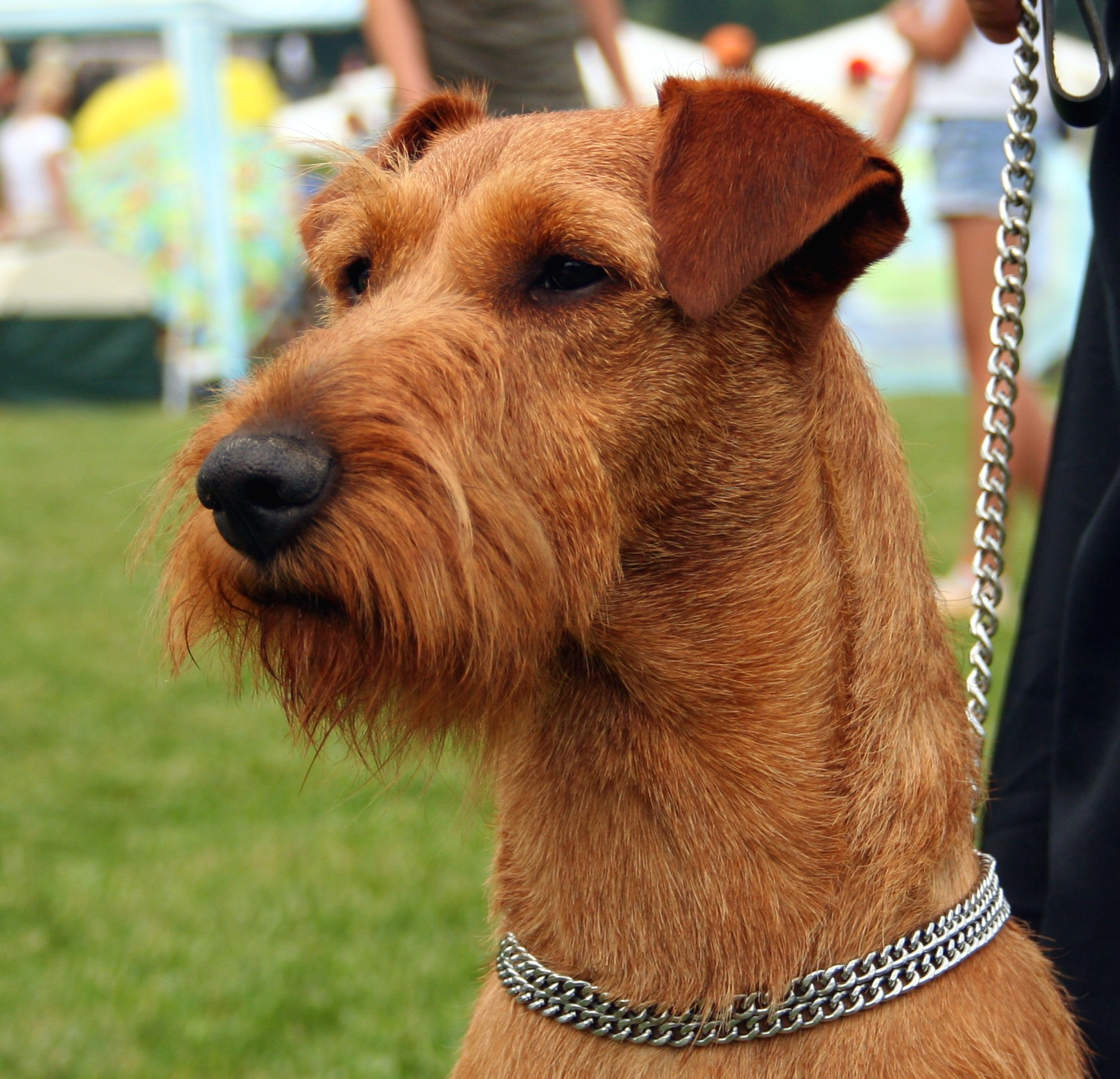
Głowa teriera irlandzkiego z prawidłowo opadającymi uszami do przodu. Według wzorca FCI u tej rasy wadliwymi są uszy opadające na boki lub półstojące.

## Rys historyczny
W końcu XIX ujednolicono pod względem umaszczenia teriery wywodzące się z Irlandii. Od tamtej pory wszystkie teriery irlandzkie były maści czerwonej. 31 marca 1879 roku został utworzony pierwszy klub tej rasy w Irlandii. Pod koniec XIX w. terier irlandzki został uznany przez Kennel Club.

## Wygląd
Pies średniej wielkości, żywy w ruchach, sylwetka wpisana w krótki prostokąt.

### Budowa
- Szyja jest długa bez zbędnej skóry.
- Grzbiet silny, prosty dobrze umięśniony.
- Klatka piersiowa ledwo sięgająca do łokci, brzuch jest lekko podciągnięty.
- Kończyny przednie: Łopatki są foremne, długie i ułożone ukośnie ku tyłowi. Kończyny średniej długości, dobrze są związane z łopatkami, całkowicie proste, o dobrze rozwiniętym kośćcu i mięśniach. Łokcie poruszają się swobodnie po bokach tułowia, śródręcze krótkie i proste, nadgarstek ledwie widoczny. Łapy silne, zaokrąglone, średniej wielkości, nie wykręcone ani do wewnątrz ani na zewnątrz, palce wysklepione. Pazury są czarne a opuszki dobrze rozwinięte.
- Kończyny tylne są silne i muskularne. Staw skokowy znajduje się blisko ziemi, a kolana są dobrze zaokrąglone. W chodzie tylne kończyny wyraźnie są wyrzucane przed siebie. Kolano nie odchylone ani do wewnątrz ani na zewnątrz.
- Ogon jest dobrze okryty krótkim, szorstkim włosem nie tworzącym jednak szczotki. Względnie wysoko noszony. Jednak nie ponad grzbietem ani zakręcony.

### Szata
Włos jest twardy, gruby, szorstki, przylegający. Pod szorstką pokrywą podszycie z krótkiego, delikatnego miękkiego włosa.  Na kufie znajduje się charakterystyczna broda.

### Umaszczenie
Maść jest jednolita. Spotykane są różne odcienie rudego. Pożądana jest barwa od rudego do koloru słomy. Na piersi i łapach czasami mogą występować białe znaczenia. Na łapach uznawane są one za błąd, natomiast biała plamka na piersi przy maści jednolitej jest dopuszczalna.

## Zachowanie i charakter
Terier irlandzki wobec ludzi jest łagodny, bywa konfliktowy wobec innych psów. Jest znany ze swej odwagi, wręcz zuchwałości w czasie polowania lub walki. Stąd bywa nazywany „rudym diabłem”. Psy tej rasy wykazują silny instynkt myśliwski i duże przywiązanie do swego pana. Uczą się łatwo, zalecane jest szkolenie metodą klikerową. Terier irlandzki jest silny, żywy i odporny. 

## Użytkowość
Większość terierów irlandzkich dziś pełni funkcje psa rodzinnego i stróża. Jest wykorzystywany także jako tępiciel gryzoni, aporter postrzałków czy pies tropiący. 

## Zdrowie i pielęgnacja
Włos teriera irlandzkiego jest łatwy w pielęgnacji, wymaga regularnego trymowania.

## Popularność w Polsce
W Polsce psy tej rasy są rzadko spotykane.

## Galeria zdjęć

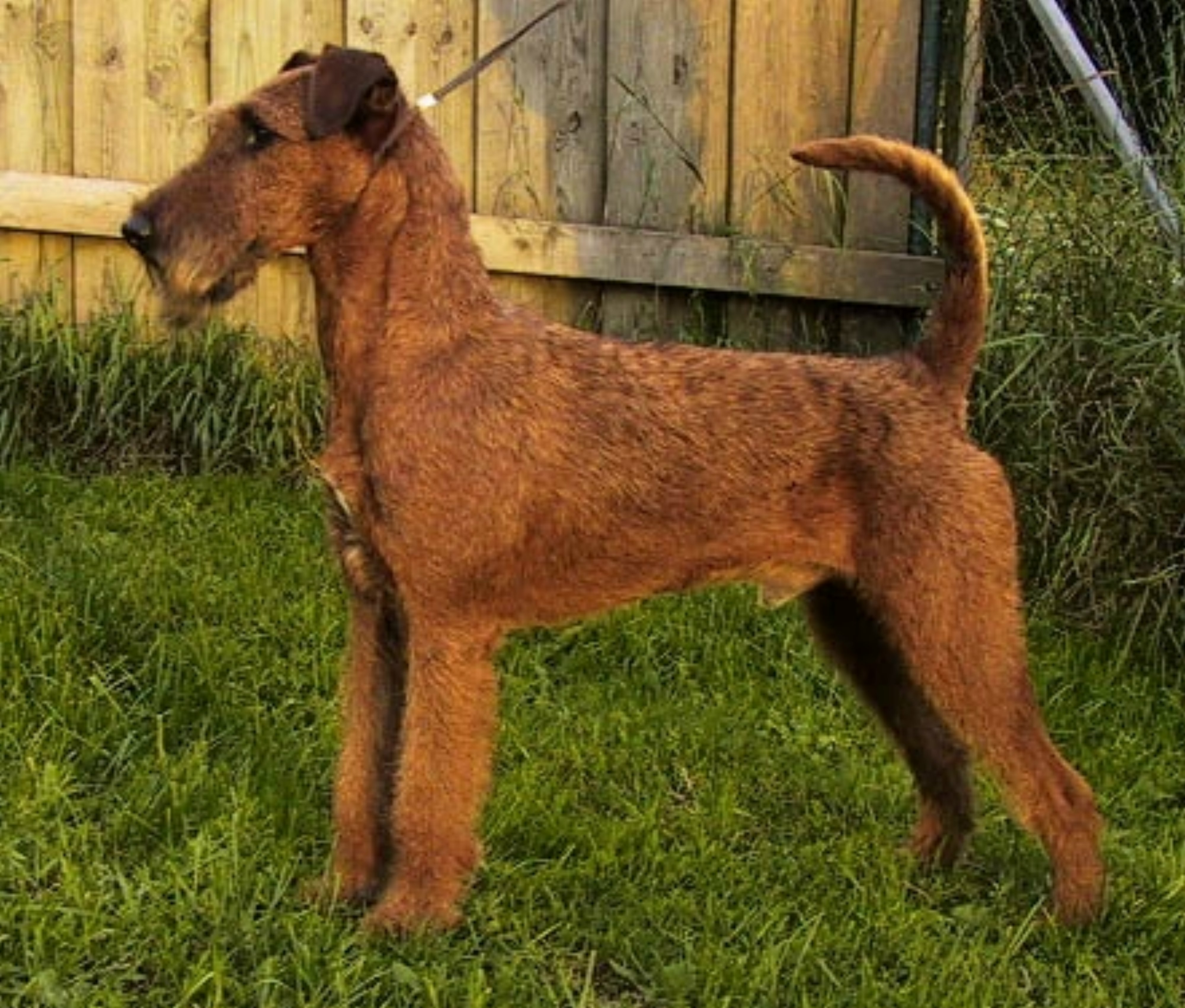
Terier irlandzki
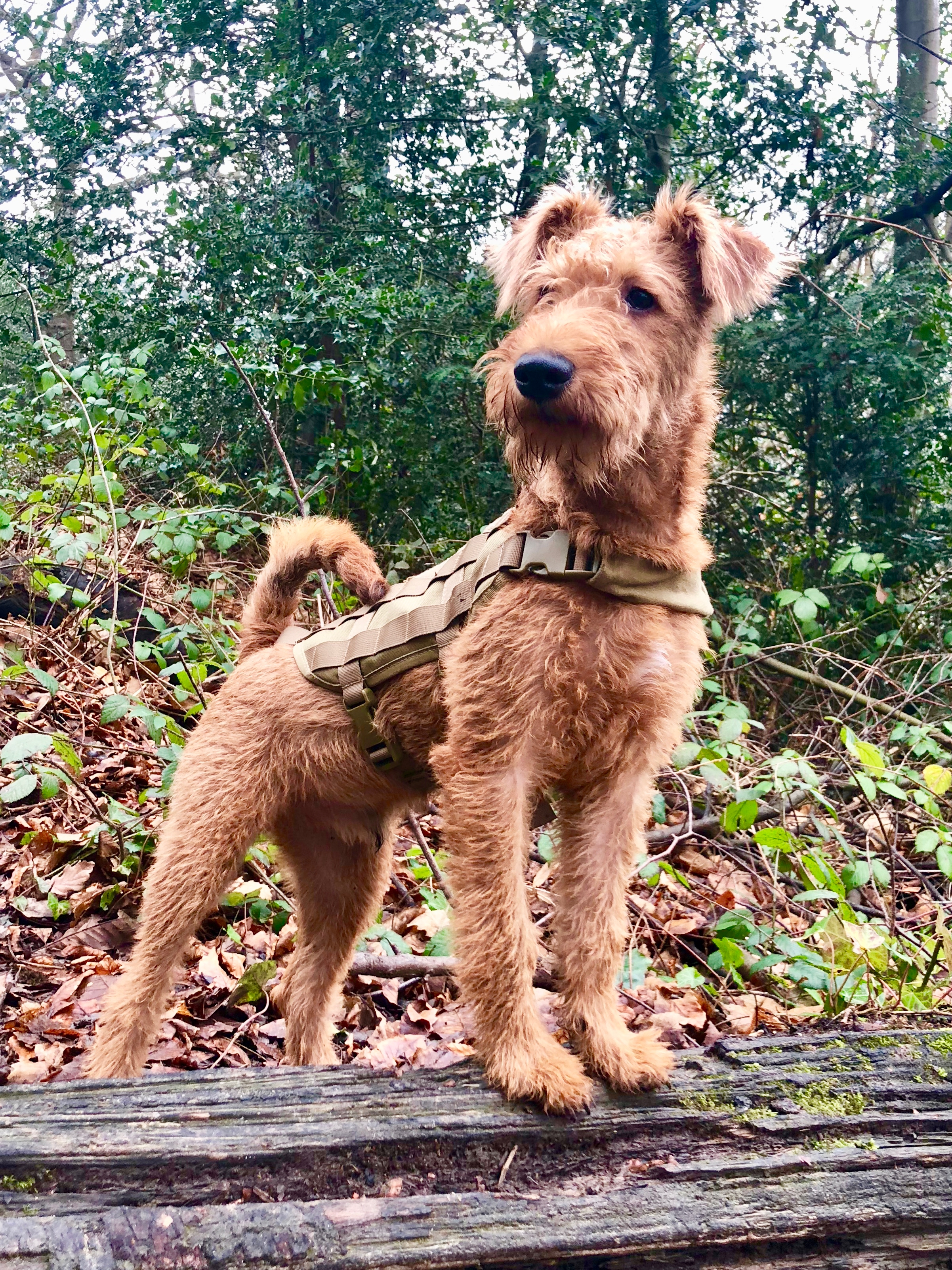
Terier irlandzki
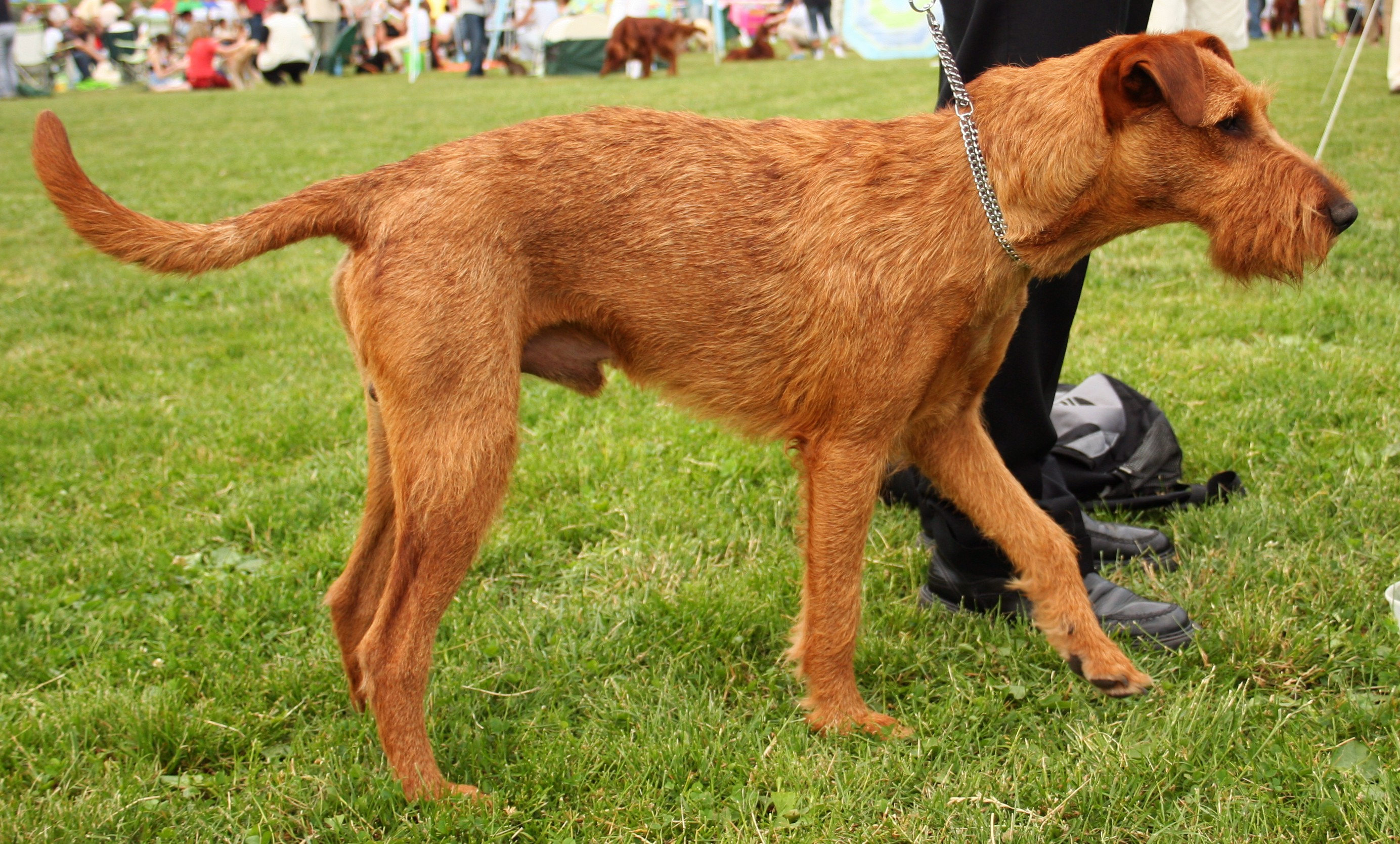
Terier irlandzki
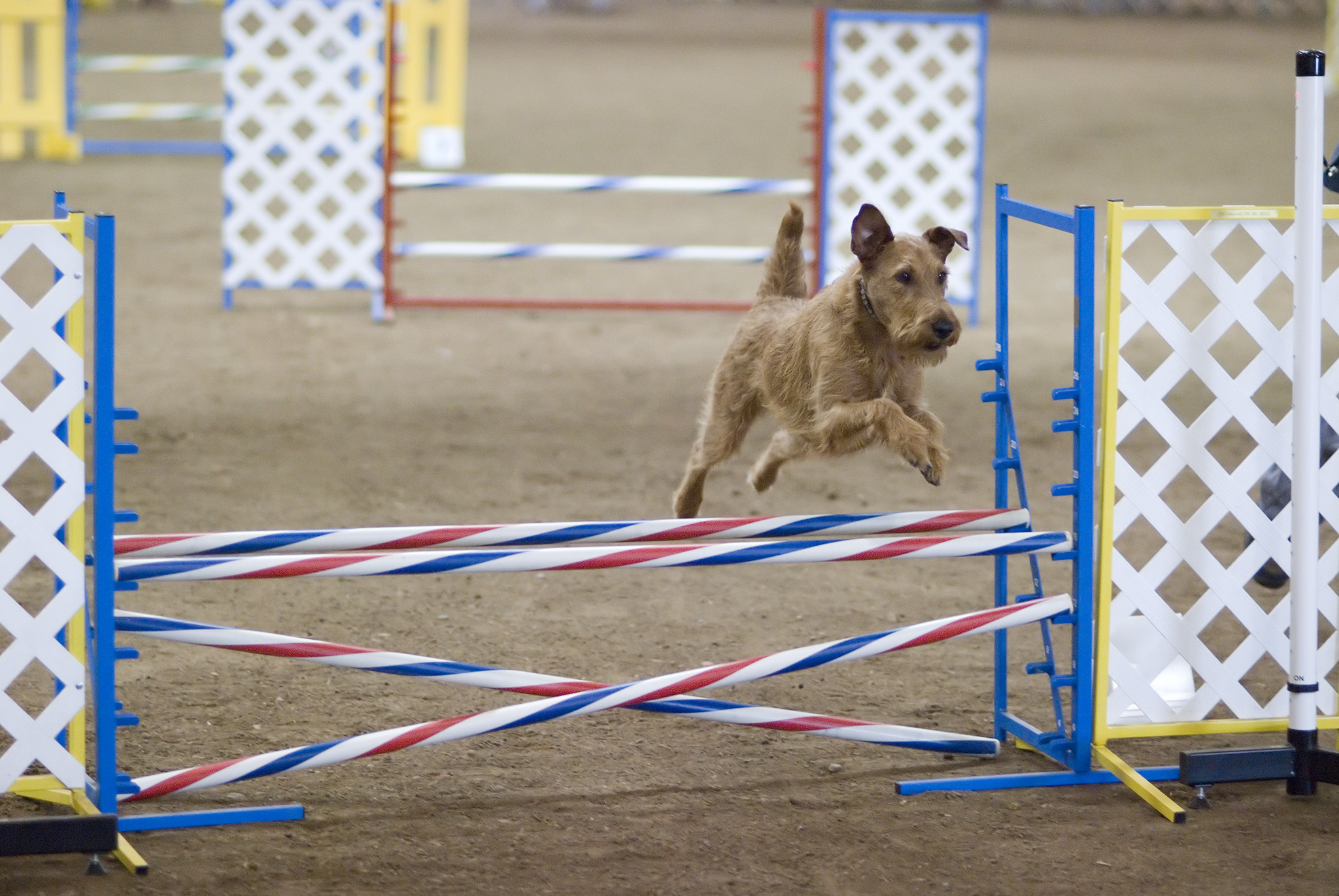
Zręcznym skokiem
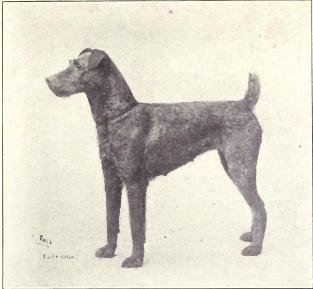
Terier irlandzki około 1915 r
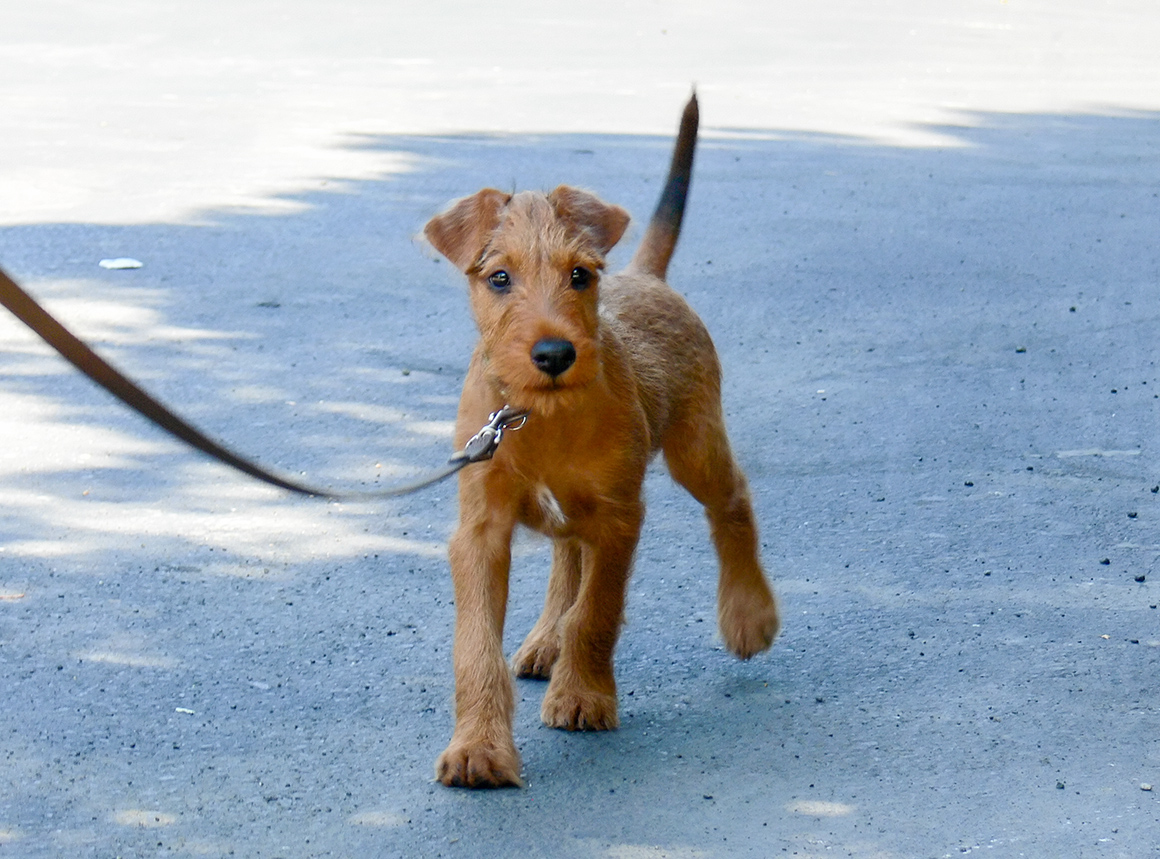
Młody Terier irlandzki